# Los Cerritos, Querétaro Arteaga
Los Cerritos är en ort i Mexiko.   Den ligger i kommunen Tequisquiapan och delstaten Querétaro Arteaga, i den centrala delen av landet, 160 km nordväst om huvudstaden Mexico City. Los Cerritos ligger 1 917 meter över havet och antalet invånare är 2 202.
Terrängen runt Los Cerritos är platt åt nordväst, men åt sydost är den kuperad. Runt Los Cerritos är det ganska tätbefolkat, med 185 invånare per kvadratkilometer. Närmaste större samhälle är Tequisquiapan, 18,4 km öster om Los Cerritos. Omgivningarna runt Los Cerritos är en mosaik av jordbruksmark och naturlig växtlighet.